# Brabant10
Brabant10 was een regionale commerciële televisiezender die zowel analoog als digitaal te ontvangen was. Brabant10 was in 2008 ontstaan als fusie van RTV10, RTV13 en TV&Co. Het motto van de zender was: Brabant10 brengt je thuis! Op 15 mei 2012 werd Brabant10 failliet verklaard. De uitzending van herhalingen ging tot 17 juli 2012 door om aan contractuele verplichtingen te voldoen.

## Geschiedenis

### RTV10
RTV10 was een commercieel televisiestation met een bereik van circa 850.000 potentiële kijkers in de regio Zuidoost-Brabant. Het werd door UPC doorgegeven via de analoge kabel in de regio Zuidoost Brabant.
Het is in 2011 ontstaan uit Royaal TV, een televisiezender van dhr Vaassen, welke vroeger vanuit Valkenswaard uitzond. Radio Royaal startte in 1981 illegaal in het Belgische Hamont-Achel, In 2001 startte Royaal TV. Na de overname door Rene Weijmans werd er vanuit het pand van de Weijmans Media Groep in Helmond uitgezonden. SBS6 overwoog in het verleden juridische stappen tegen het station vanwege het gebruik van de naam RTV10.
Iedere dag maakte RTV10 een regionieuws. Dat nieuws werd ieder heel uur uitgezonden. Om 18.00 uur 's avonds wordt het nieuws 'ververst' met nieuwe items. Naast het nieuws kende RTV10 een mager scala aan andere programma's met een regionaal karakter. Enige bekende presentatoren waren Eric Dikeb en Angela Vlemmix (dochter van Johan Vlemmix).

### RTV13
RTV13 was Tévédèr10 (TV13) is een regionale televisiezender voor Midden-Noord-Brabant. De zender startte in 2005 en was onderdeel van Weijmans Media Groep dat het in 2008 samenvoegde tot RTV10.

### TV&Co
TV&Co was een regionale televisiezender voor de provincie Noord-Brabant. Deze zender zond in de regio's van Breda, Oosterhout, Bergen op Zoom, Tilburg, Waalwijk, 's-Hertogenbosch en Oss. De slogan van Tv&Co was: De wereld van Tv en CO.
De zender is ontstaan uit een productiemaatschappij welke, voornamelijk, programma's maakte voor lokale omroepen in de regio Breda. Na de overname van VSM TV (welke uitzond in West-Brabant) kreeg men een eigen zender tot zijn beschikking en is men gestopt met het maken van programma's voor derden.
Boegbeelden van de zender zijn Mariëlle Bastiaansen (bekend van onder andere het RTL 4-programma LookingGood) en Joep Schreuder (bekend van Studio Sport), beiden stonden ook aan de wieg van TV&Co. Schreuder heeft in juni 2007 aangegeven dat hij stopt als directeur bij de omroep. Omroep Brabant meldt dat het, volgens geruchten, te maken heeft met de manier waarop Schreuder leiding gaf, maar dat wordt door de leiding van TV&Co ontkend.
TV&Co heeft op 1 januari 2006 de regionale televisiezender Regio TV overgenomen. De naam Regio TV en de uitzendingen van Regio TV waren nog tot 22 mei 2006 te zien, omdat TV&Co nog niet klaar was met nieuwe uitzendingen voor de regio's van Tilburg, Waalwijk, 's-Hertogenbosch en Oss, waar Regio TV uitzond.

#### Regio TV

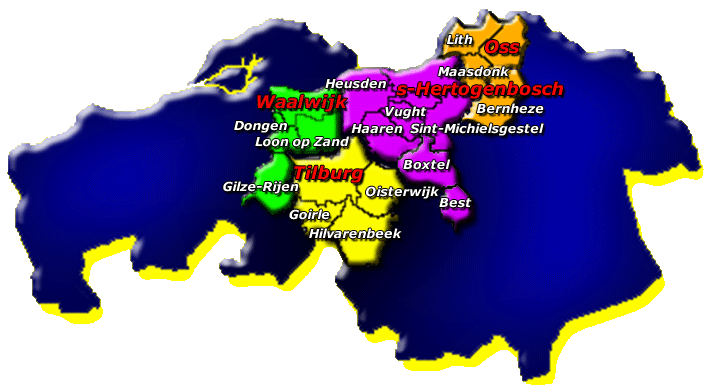
Uitzendgebied van Regio TV

Regio TV was een regionale televisiezender voor de regio's Tilburg, 's-Hertogenbosch, Waalwijk en Oss. Deze omroep is vanaf 1 januari 2006 overgenomen door de regionale omroep van West-brabant, TV&Co. De naam Regio TV en de uitzendingen van Regio TV waren nog tot 22 mei 2006 te zien, omdat TV&Co nog niet klaar was met nieuwe uitzendingen voor de nieuwe regio's. Radiostation Non Stop FM van Regio TV waren ondertussen al wel opgeheven.
Regio TV begon in 1996 als Tilburg TV en was eigendom van Visie Marketing & Media (VM&M). In 2001 kwam de editie Regio TV Waalwijk daarbij en in 2002 moest daar Regio TV Den Bosch en Oss bij komen maar dat werd alleen een kabelkrant.

## Streekuitzendingen
De uitzendingen van Brabant10 waren gesplitst in vier streken: West-Brabant, Midden-Brabant, Noordoost-Brabant en Zuidoost-Brabant.

## (Oud-) Presentatoren
- Nick Nielsen
- Hélène Hendriks